# 會典館
会典馆，是清朝纂修《钦定大清会典》的机构。

## 历史
清朝的会典初纂于康熙二十三年，续修于雍正四年，重修于乾隆十三年，又续修于嘉庆六年、光绪十二年。前后共计纂修五次。
乾隆年间重修大清会典时，便曾开会典馆。《湖海诗传》载，“文肃（王安国）晚年充会典馆总裁，所撰欲上比周官。”《耆献类征·汪由敦王公安国墓志铭》也载，“公所议必斟酌古今，折衷圣籍，期于正人心，明典制，以翊赞休明之运，虽违俗，侃侃弗顾也。五礼自朝廷达于乡，遂载在会典，卷帙繁重，学士大夫莫能遍观熟讲。民间吉凶婚婣，各以其俗，尚未遵一，爰是取臣工士民所当循用者为通礼，颁诸郡邑。公长礼部为删正繁曲，一断以国朝制度。命充《大清会典》总裁官，会典与通典相表里，公因得一手编辑。每会典进呈，附以通礼，悉禀皇上，睿裁改正。凡十年而告成。”同时，裘曰修曾充会典馆副总裁。《耆献类征·卿貳裘曰修国史馆本传》载，“乾隆十八年，署户部右侍郎，充会典馆副总裁。”
《国朝宫史续编》载，“文华殿东桥北三座门内，今为续修大清会典馆。”上述《国朝宫史续编》所称的续修，应为嘉庆六年的续修。可见此次续修也曾开会典馆。
光绪年间续修时，又开会典馆。光绪十二年十月总管内务府折：“续修《大清会典》开馆应用房屋，查得东华门内三座门迤北有房一所，共计一百八间，向系恭备各项开馆之用。第因年久失修，房屋破损，并有倾圮坍塌者，必须赶紧兴修，方足以备开馆之用。”该折奉旨依议，折后并附有拟定会典馆房间单：“总裁堂三间，科房、厨房共八间。提调堂七间。满总纂房七间，书库、科房、茶房共九间。汉总纂房三间，科房、厨房、茶房共十二间。汉纂修房五间。汉誊录房七间，茶房一间，纸库、科房、界画处、装订处共十九间。收掌房、科房共十二间。纸班房、皂班房、茶房共七间。以上共房一百八间。”《翁文恭日记》载，“光绪十六年正月初八日，会典馆开馆，诣馆行李，拈香九叩，提调、总纂皆来。”《会典馆收各项书籍图册档》载，“本馆奏开图画处。于光绪十六年四月二十七日开办。”
1914年春，北京政府国务院呈请设立清史馆，纂修清史。同年3月9日，大总统袁世凯发布大总统令，批准了国务院的呈请。同年8月，袁世凯派贴身秘书吴璆，携亲笔信赴青岛，礼聘前清东三省总督赵尔巽为清史馆馆长。清史馆遂正式成立，馆址设在紫禁城东华门内，房屋一百余间，库房一座（即国史馆书库），原是清朝国史馆和会典馆馆址。

## 建筑
南三所前路东原来有房十九楹，为“内养狗房”。三座门内路东原来有房十二楹，为“鹰房”。《内务府册》载，“鹰房十二，狗房十九。”《沧州近诗》载，“康熙朝李牟山入直，见午门内调鹰。”《啸亭续录》载，“鹰狗处向在东华门内长街，设总统二人，以侍卫兼之。豢养鹰狗备搜狝之用。其牧人皆以世家子弟充之，许其蟒袍、纬帽。壬戌迁于东安门内长房。”此处的壬戌指清朝嘉庆壬戌年。后来，东华门内上述两房的所在地改建为会典馆，此为嘉庆朝、光绪朝续修大清会典的场所。